# Shisui
Shisui (酒々井町 Shisui-machi?) es un pueblo en la prefectura de Chiba, Japón, localizado en la parte centro-este de la isla de Honshū, en la región de Kantō. El 1 de marzo de 2021 tenía una población estimada de 20 278 habitantes y una densidad de población de 1067 personas por km².

## Geografía
Shisui se encuentra en la meseta de Shimōsa, en el norte de la prefectura de Chiba, unos 20 km al noreste de la capital de la prefectura, la ciudad de Chiba, y a unos 40 km de Tokio.

## Historia
El área del actual Shisui ha estado habitada desde al menos el Paleolítico japonés, se han encontrado herramientas de piedra y cimientos de casas que datan de hace 24,000 años. Durante el período Muromachi, el área estaba bajo el control del clan Chiba. Después del comienzo del período Edo, gran parte del área era parte del dominio Sakura, un dominio feudal bajo el shogunato Tokugawa. Después de la restauración Meiji, el pueblo de Shisui fue creado dentro del distrito Inba en la prefectura de Chiba. Las propuestas para fusionar Shisui con la ciudad vecina de Sakura no fue aprobado un referéndum público en 2002.

## Economía
Shisui fue históricamente un centro de producción de arroz y sake. El pueblo está ubicado directamente al sur del Aeropuerto Internacional de Narita. La parte central se desarrolló como un centro comercial regional a partir de 1975 debido a la construcción y expansión del aeropuerto.

## Demografía
Según los datos del censo japonés, la población de Shisui ha aumentado en los últimos 50 años.
| Gráfica de evolución demográfica de Shisui entre 1940 y 2015 |
|                                                              |
| Oficina de Estadísticas de Japón                             |